# 山中誠也
山中 誠也（やまなか せいや、1965年11月19日 - ）は、日本の男性俳優、声優。ネクシード所属。広島県出身。

## 経歴
演劇集団 円演劇研究所、昴演劇学校卒業。以前は劇団昴、プロダクション・エースに所属していた。
現在は日本工学院専門学校で講師もしている。

## 人物
趣味は読書、ゴルフ、野球、テニス。
千葉県の房総半島の山中在住である。

## 出演

### テレビドラマ
- さすらい刑事旅情編
- その時、ハートは盗まれた（1992年）
- 付き馬屋おえん事件帳
- 土曜ワイド劇場
  - 「旅役者葵長五郎」（1995年）
  - 西村京太郎トラベルミステリー「伊豆誘拐行」（1998年）
- 火曜サスペンス劇場
  - 身辺警護2（1998年）
  - 淫らなやつら（1998年）
  - 妻たちの戦争（2000年）
- エステサロン白い肌殺人事件（1998年、アナウンサー）
- 悪霊島（1999年）
- 探偵事務所（1999年、アナウンサー）
- 終着駅シリーズ
  - 「殺人の花客」（1999年）
  - 「砂漠の暗礁」（2001年）
- 高橋英樹の船長シリーズ「殺意の密室航路」（2000年、森健太郎）
- 経済ドキュメンタリードラマ ルビコンの決断（2009年）
- CO 移植コーディネーター（2011年）
- 鉄の骨（2020年）

### テレビアニメ
- 妄想科学シリーズ ワンダバスタイル（2003年、妖精 他）
- 人間交差点（2003年、眼鏡男）
- デート・ア・ライブIII（2019年、ラッセル）
- 世界最高の暗殺者、異世界貴族に転生する（2021年、タイグ）
- Helck（2023年、元老院）
- ラーメン赤猫（2024年、屋台の客）
- 謎解きはディナーのあとで（アパート大家[5]、医師[5]）

### 劇場アニメ
- 窓ぎわのトットちゃん（2023年、男性アナウンサー）

### OVA
- 忍者玉丸の火の用心（2017年、敵兵A）

### ゲーム
- 白猫プロジェクト（2014年）
- Fallout 4（2015年）
- 練神のアストラル（2019年）
- Marvel's Avengers（2020年、ジョージ・タールトン / モードック）

### 吹き替え

#### 映画
- 愛と哀しみの旅路 ※Disney+版
- アトミック・トレイン（トム）
- アナザーラウンド（トミー〈トマス・ボー・ラーセン〉[6]）
- アリバイ・ドット・コム カンヌの不倫旅行がヒャッハー!な大騒動になった件（マルコ）
- ヴィーナス・キラー（アーノルド）
- ウルフズ・コール（提督 / ALFOST〈マチュー・カソヴィッツ〉）
- エクストーション 家族の値段（ミゲル・カバ）
- カンダハル 突破せよ（ファルザド・アサディ〈バハドール・フォラディ〉[7]）
- 禁じられた遊び（司祭〈ルイ・サンテーブ〉）※N.E.M.版
- ザ・コンクエスト シベリア大戦記（ブッフホルツ）
- Sally サリー 夢の続き（ジョニー）
- シティーハンター THE MOVIE 史上最香のミッション
- ジュピターズ・ムーン（イシュトヴァーン）
- スピード・スクワッド ひき逃げ専門捜査班（ジョンチェ）
- Smile スマイル
- スリーパーズ（シェイクスの父〈ブルーノ・カービー〉）※Netflix版
- セイビング・レニングラード 奇跡の脱出作戦（アレクサンドル）
- 戦争のはらわたII（SS将校〈ギュンター・マイスナー〉、救急医療隊員〈クリストフ・ヴァルツ〉、ローテ）
- 戦慄のリンク（リー隊長〈シャオ・ハン〉）
- ダークサイド（ベン〈ビル・ボレンダー〉）
- タンク・ソルジャー 重戦車KV-1（アルメン）
- ディープ・リミット 限界深度（ハリー）
- ディヴァイン・フューリー/使者（アン神父〈アン・ソンギ〉[8]）
- 特別捜査 ある死刑囚の慟哭（パク博士）
- ドント・スリープ（ハッサン）
- パトリオット・ウォー ナチス戦車部隊に挑んだ28人（ドブラバビン）
- パピヨン（セリエ〈ローランド・ムーラー〉[9]）
- バルカン・クライシス（ベック）
- ヘル・フロント 地獄の最前線（スタンホープ大尉〈サム・クラフリン〉）
- ボルテスV レガシー（2024年、リチャード・ハマグチ・スミス[10]）
- 目撃者（ジー）
- ロンドン・バーニング（アンソニー・ハモンド〈ヒュー・ボネヴィル〉）

#### ドラマ
- NCIS 〜ネイビー犯罪捜査班（ザイセン）
- カーニバル・ロウ（ミルワージ 他）
- カリフォルニア・ドリーム
- サブリナ（ジョー）
- ザ・ボーイズ（フォーゲンバウム）
- サンタバーバラ
- シェルビーの事件ファイル
- シャーロック・ホームズの冒険（ウェイター）
- タイムマシーンにお願い
- 高い城の男 シーズン4（エクイアーノ）
- マジックシティ 黒い楽園（ジャック・クライン）
- ミズ・マーベル

#### アニメ
- ドラゴンネスト（王 他）
- シチリアを征服したクマ王国の物語（テオフィル[11]）
- ソニックプライム（ドクター・ダンイット〈2代目〉）

### ラジオドラマ
- ドイツへの旅
- 火の鳥（レオナ）

### CM
- IBM
- スバル
- 損害保険協会
- デューダ
- 日新火災
- 野村證券
- 丸美屋

### VP
- NTTデータ
- NTTドコモ
- 中外製薬
- 日産自動車
- 三井生命

### ナレーション
- NTTドコモ
- コスモ石油
- サントリービール「モルツ」
- DVD「世界の観光地」シリーズ（ラスベガス）

### 司会
- 幕張メッセでのEXPOにて日立マクセルブース担当（MC）

### 舞台
- あした天気になぁれ（坂西）
- いただきまぁす!（幸田祐三）
- イノセント・ピープル（キース）
- オセロー
- から騒ぎ
- ガラスの動物園（トム）
- クリスマス・キャロル（フレデリック）
- クルーシブル（ヘイル牧師）
- 恋らんまん
- スタア（豊原）
- 他人の目（クリスト・フォルー）
- テンペスト
- ナイチンゲールではなく（スイフティ）
- 夏の夜の夢（ライサンダー）
- ハムレット
- ベニスの商人（バサーニオ）